# Klizište kod Gjerdruma 2020.
Brzo glineno klizište dogodilo se u ranim satima 30. prosinca 2020. u selu Ask, administrativnom središtu Gjerdruma u Norveškoj. Prostirao se na površini od 300 puta 700 metara i uništio nekoliko zgrada, većinom kuća i višestambenih zgrada.
Od 3. siječnja 2021. potvrđeno je da je klizište ubilo sedam osoba, dok se troje i dalje vode kao nestale.

## Operacije pretraživanja i oporavka
Prva izvješća o klizištu dana su u 03:51 sati po lokalnom vremenu, 30. prosinca 2020. Ozlijeđeno je deset osoba. U početku je prijavljeno dvadeset i šest nestalih osoba, no kasnije je utvrđeno da je stvarni broj deset.
Na Novu godinu zatražena je pomoć Švedske; tim za gradsku potragu i spašavanje od 14 osoba iz Švedske radio je na mjestu i pušten je iste večeri nakon dolaska dodatnog norveškog spasilačkog osoblja.
Do 1. siječnja 2021. policija je objavila detalje o deset nestalih osoba. Istog dana prijavljena je i prva žrtva. Početkom 2. siječnja 2021. pronađeno je tijelo druge žrtve, a još su dvije osobe pronađene mrtve kasnije tog dana. Dana 3. siječnja pronađene su još tri osobe mrtve, što je povećalo broj poginulih na sedam. Tri osobe i dalje se vode kao nestale, a trajaju neprestane potrage.

## Posljedice
Crveni križ Nannestad i Gjerdrum dobili su velike donacije igračaka, odjeće i higijenskih proizvoda za žrtve klizišta.
Nakon katastrofe, nekoliko novinskih kuća otkrilo je da je pogođeno područje već 2005. godine određeno kao područje visokog rizika od klizišta te da je zakazano za novu procjenu 2021. godine zbog povećane količine stambenih i građevinskih projekata u područje.
Nekoliko stručnjaka i inženjera kasnije je kritiziralo norvešku nacionalnu vladu, kao i lokalnu vladu, jer nisu ozbiljno shvatili područja s visokim rizikom i omogućili nastavak stambenih projekata, iako su imali "jasne upute kako se s tim područjima nositi preko pedeset godina".

## Reakcije
Norveška premijerka Erna Solberg posjetila je pogođeno područje 31. prosinca 2020. godine, a norveški kralj Harald V. posvetio je dijelove novogodišnjeg govora onima pogođenim katastrofom, a on i norveška kraljica Sonja boravili su u osobnom posjetu selu Ask 3. siječnja. Kralj Švedske, Carl XVI. Gustaf, također je sljedeći dan javno izrazio svoje suosjećanje. Predsjednik Finske Sauli Niinistö i premijerka Sanna Marin također su izrazili sućut norveškoj vladi i norveškom narodu.
Dana 3. siječnja, kralj Harald V., kraljica Sonja i prijestolonasljednik Haakon posjetili su područje katastrofe kako bi razgovarali sa spasiocima, volonterima, evakuiranim osobama i njihovom rodbinom.